# Isidro Cáceres
Isidro Bonifacio Cáceres (Santo Tomé, Corrientes; 9 de junio de 1934-Buenos Aires, 21 de marzo de 1990) fue un militar argentino que alcanzó el grado de teniente general (post mortem). Se desempeñó como jefe del Estado Mayor General del Ejército (JEMGE) desde su investidura el 12 de julio de 1989 hasta su fallecimiento el 21 de marzo de 1990. Anteriormente fue jefe de Operaciones del Estado Mayor del Comando Conjunto de la Guarnición Militar Malvinas.

## Biografía
Isidro Cáceres provenía de una familia muy pobre y que no contaba con antecedentes militares: su padre —estibador— había muerto a los 33 años mientras su madre Catalina Ávalos —que era lavandera— estaba embarazada del biografiado. Ambos eran oriundos de la provincia de Corrientes. Isidro Bonifacio tuvo dos hermanos y cuatro hermanas.
Isidro B. Cáceres estaba casado con la señora Gladys López. Este matrimonio tuvo cuatro hijos: Ciro, Analía, Alicia y Liliana.

### Carrera
Cursó sus estudios de nivel primario y de nivel secundario en colegios públicos. Con posterioridad se recibió de maestro normal en Escuela Normal “Profesor Víctor Mercante” de su localidad y luego se postuló y rindió exitosamente los exámenes de ingreso al Colegio Militar de la Nación a la cual ingresó como cadete de primer año el 27 de marzo de 1951. Egresó de esta academia militar el 7 de diciembre de 1954 como subteniente del arma de caballería en la posición número 6 sobre 153 del orden de mérito de la promoción 85.
Hacia 1973, completó sus estudios como oficial de Estado Mayor y por las altas calificaciones que obtuvo en la Escuela Superior de Guerra fue destinado a Alemania Federal para realizar el Curso de Comando y Estado Mayor entre 1976 y 1977.
Participó de la guerra de las Malvinas. Como oficial de operaciones de la Gobernación, el coronel Cáceres propuso repetidas veces reforzar la zona de la Bahía de San Carlos pues tenía la certeza de que el desembarco principal de los británicos se produciría allí. Sus recomendaciones fueron desoídas.
En diciembre de 1982, fue designado agregado militar en la Embajada del Brasil, cargo que ocupó hasta diciembre de 1984.
En diciembre de 1986, ascendió a general de brigada y tres años después a general de división.

### Levantamiento carapintada de diciembre de 1988
Cuando acontece el segundo levantamiento de los carapintadas durante el mandato de Raúl Ricardo Alfonsín en 1988, que exigía la suspensión de juicios por delitos de lesa humanidad y que sólo fueran juzgadas las juntas militares de gobierno por los crímenes cometidos durante el Proceso de Reorganización Nacional, pidiendo también el pase a retiro del titular del Ejército Argentino teniente general José Segundo Dante Caridi, y la amnistía para los sublevados de anteriores alzamientos carapintadas, el jefe del Ejército designó a Isidro Cáceres, por entonces general de brigada, para sofocar la sublevación liderada por el coronel Mohamed Alí Seineldín. El 4 de diciembre para evitar que la situación se tornara más violenta y no desembocara en una crisis institucional o en un golpe de Estado, se inició una negociación entre el líder carapintada, Cáceres, Caridi y el ministro de Defensa Horacio Jaunarena.

### Titular del Ejército Argentino
El 12 de julio de 1989, el recién asumido presidente Carlos Saúl Menem designó a Isidro Bonifacio Cáceres como titular del Ejército Argentino, que en ese entonces era general de brigada y jefe del II Cuerpo de Ejército desde 1987.
A cuatro días de ser designado jefe de Estado Mayor General del Ejército, Isidro Cáceres reclamó públicamente al presidente, respetando las fórmulas constitucionales y refiriéndose al presidente como comandante en jefe de las Fuerzas Armadas, una amnistía a los integrantes de las Fuerzas Armadas que se encontraban condenados por delitos de lesa Humanidad cometidos durante el Proceso de Reorganización Nacional. Este episodio tuvo lugar en la ciudad de Rosario, durante la ceremonia en la cual el general de división Hugo Fernández asumía como comandante del II Cuerpo de Ejército. Cáceres dijo: «La amnistía o el indulto podrían ser los instrumentos para restañar los espíritus y hacer que el Ejército sea bien mirado por su pueblo», aclarando «no me corresponde a mi determinarlas», reconociendo que «en el pasado pudieron haberse cometido errores y tal vez excesos» y culminó su oratoria dirigiéndose al pueblo argentino pidiéndole que «deje de mirar atrás».
En ese mismo acto informó también que los dos principales líderes de los alzamientos carapintadas, el coronel Mohamed Alí Seineldín y el teniente coronel Aldo Rico, se encontraban bajo sumario militar y juicio.
Finalmente los pedidos del ya general de división Isidro Bonifacio Cáceres fueron llevados a cabo a partir del 7 de octubre de 1989 cuando el presidente Carlos Menem dio inicio a una sucesión de diez decretos en los cuales indultó a militares, civiles y guerrilleros procesados o condenados por diversos crímenes durante los años 1970.

### Fallecimiento
El 12 de marzo de 1990 el teniente general Isidro Cáceres fue internado de urgencia y tras una semana de agonía fallecería el 21 de marzo debido a un aneurisma de aorta. De esta manera Carlos Menem perdía a un hombre de confianza dentro de las fuerzas armadas, que había logrado cierta estabilidad en la conducción del arma más conflictiva desde el retorno de la democracia en diciembre de 1983.
Considerando que el desenlace final era inminente e inevitable el gobierno ya contaba con un reemplazante para el cargo de jefe del Estado Mayor General del Ejército que ejercía Cáceres. El reemplazante fue el general de división Martín Félix Bonnet, que ocupaba el cargo de subjefe de Estado Mayor General del Ejército, es decir el segundo cargo después del que ocupaba el fallecido militar. Bonnet fue promovido como titular del Ejército y ascendido a teniente general. Al igual que su predecesor, Bonnet no ocultaba su rechazo al sector rebelde carapintada de las Fuerzas Armadas liderados por Seineldín y Rico. El nuevo jefe, era considerado un militar profesional ya que nunca manifestó interés alguno en la política y siempre fue un fiel subordinado de Cáceres en el respeto al orden constitucional.
Tras el deceso del general Cáceres, el presidente de la Nación Carlos Menem firmó el decreto 526/90 en el cual declaró tres días de duelo nacional en honor al biografiado.
Fue reconocido de manera póstuma con el máximo grado militar del Ejército Argentino: teniente general.

## Homenajes
Sus restos descansan en un mausoleo levantado en el Cementerio Santo Tomás Apóstol de su ciudad natal de Santo Tomé, en Corrientes.
Anualmente desde la intendencia se realizan actos en homenaje a su persona en los aniversarios de su deceso donde se lo recuerda como un hombre de bien, el cual que siempre tenía presente a su pueblo.
Una Escuela de su ciudad lleva el nombre de Teniente General Isidro Bonifacio Cáceres.

## Condecoraciones y distintivos
Durante su carrera ha recibido numerosas condecoraciones y distintivos:
- Oficial de Estado Mayor (Escuela Superior de Guerra)
- Distintivo por la Campaña Malvinas (Ejército Argentino)
- Orden del Sol Naciente - Japón[19]
- Cruz del Mérito Militar - España[19]
- Medalla del Pacificador - Brasil[20]